# Сівалка-ВМ8
Сівалка-ВМ8 (англ. SIVALKA VM-8) — українська вогнеметна система, що призначена для відстрілу некерованих авіаційних ракет (НАР) С-8 із колісних транспортних засобів.

## Опис та технічні характеристики
Сівалка ВМ-8 може запускати 12 або, за іншими даними, 16 некерованих авіаційних ракет (НАР) С-8.
Блок для відстрілу НАР є з'ємним, у випадку потреби його можна зняти із пошкодженого шасі. Окрім цього, сам блок із направляючими обшитий додатковим сталевим захистом, що робить цю систему живучішою у випадку влучання уламків від снарядів.
Стверджується, що Сівалка ВМ-8 має високу точність стрільби, яка становить 80 % попадань у коло 100 метрів у діаметрі, а також високу мобільність.
Орієнтовно максимальна дальність стрільби Сівалка ВМ-8 становить приблизно 5 кілометрів.
Некерована ракета С-8КО, що використовується українськими військовими для стрільби з Сівалки ВМ-8, має кумулятивно-уламкову бойову частину. Заявлено, що така ракета пробиває броню завтовшки до 400 мм. Від інших НАР вона відрізняється двигуном зі зменшеним часом роботи.
Також, за даними ЗМІ, Сівалка ВМ-8 встановлювалась на шасі пікапів Nissan та HMMWV.
Існує також твердження, що Сівалку ВМ-8 варто відносити не до РСЗВ, а до окремого класу реактивних мінометів.

## Застосування
Сівалка ВМ-8 застосовувалася українським військовими під Бахмутом в ході Російсько-української війни.